# Paul Lawler
Paul Lawler (Manchester, 1971) is een Engelse muziekproducent en componist.

## Carrière
Lawler startte op jonge leeftijd al met muziek in het fanfarekorps, hij speelde eufonium. Toen hij op zijn zestiende jaar bij de Leyland DAF band kwam was hij het jongste lid. In 1997 startte hij als componist van filmmuziek voor de BBC. Hij speelde daarbij op projectbasis mee met het Hallé Orchestra.
Lawler heeft ook muziek gecomponeerd voor reclame, nieuwsprogramma's, radioshows, en enkele computerspellen, zoals Spyro: A Hero's Tail.
Naast het produceren van muziek onder zijn eigen naam heeft Lawler ook onder het alias Arcane en Max Van Richter muziek uitgebracht.

## Discografie

### als Paul Lawler
- Bronx Age (1997)
- Year Zero (1997)
- Lucid Dreamer (2004)
- Sundance (2008)
- Tibetan journey (2009)
- Sleep easy (2011)
- Opus (2013)

### als Arcane
- Gather darkness (1999)
- Future wreck (2000)
- Alterstill (2001)
- 33 1/3 RPM (2004)
- Pulse (2007)
- Automaton (2016)

### als Max Van Richter
- Resurrection (2002)
- Aphelion (2015, ep)